# Pistolet ADP
ADP – południowoafrykański pistolet samopowtarzalny skonstruowany przez Alexa Du Plessis.

## Historia konstrukcji
Pierwszym producentem ADP była firma Aserma Company wchodząca w skład koncernu Reutech Defence Industries. Oferowała ona ta broń w wersjach kalibru 9 mm Parabellum, 9 mm Short, .40 S&W i .45 ACP. W 1994 roku rozpoczęła ona produkcję udoskonalonej wersji ADP Mk II. Miała ona minimalnie większe rozmiary. Zwiększenie długości broni było spowodowane zmiana kształtu chwytu pistoletowego którego tylna część jest bardziej wypukła niż w ADP. Zmiana ta, podobnie jak dodanie występów na przedniej ściance chwytu miała za zadanie ułatwić pewne trzymanie broni. Dodatkowo wersja Mk II posiada skrzydełko bezpiecznika po obu stronach szkieletu.
W 1995 roku produkcję licencyjną ADP Mk II uruchomiła włoska firma Tanfoglio Limited. Sprzedawała ona ADP Mk II jako Tanfoglio P-25 w wersji kalibru 9 mm Parabellum. W 1998 roku Reutech przekazał prawa do produkcji ADP Mk II południowoafrykańskiej firmie Truvelo Manufacturers (Pty) Ltd. i od tego roku była ona sprzedawana pod jej marką w wersjach kalibru 9 mm Parabellum i .40 S&W. W USA pistolet ten był oferowany także pod nazwą Heritage Stealth Shadow.

## Konstrukcja
ADP jest bronią samopowtarzalną, działającą na zasadzie odrzutu zamka półswobodnego do opóźnienia otwarcia którego wykorzystywane są gazy prochowe odprowadzane z przewodu lufy. Mechanizm spustowo-uderzeniowy iglicowy, z wyłącznym samonapinaniem (DAO). Pistolet wyposażony jest w bezpiecznik nastawny którego skrzydełko znajduje się z lewej strony szkieletu (w ADP Mk II z obu stron) i zatrzask zamka. Pistolet zasilany jest z magazynków pudełkowych. W wersjach kalibru 9 mm magazynek ma pojemność dziesięciu naboi, .40 S&W ośmiu, a .45 ACP sześciu naboi. ponadto dostępny jest dłuższy, wystający z chwytu magazynek mieszczący 15 naboi kalibru 9 mm.